# Темна саламандра
Темна саламандра (Desmognathus) — рід хвостатих земноводних родини безлегеневі саламандри. Має 31 вид.

## Опис
Загальна довжина представників цього роду коливається від 3 до 20 см. Голова коротка, морда дещо сплощена. Тулуб стрункий. Кінцівки нормально розвинені. На передніх — 3 пальці, на задніх — по 4. Хвіст загострюється на кінці. Забарвлення переважно темних тонів з деякими світлими плямочками. Звідси й походить назва цих земноводних. Молоді особини значно яскравіші за дорослих.

## Спосіб життя
Полюбляють лісисту, гірську місцину. Ведуть переважно наземний спосіб життя. Активні у присмерку та вночі. Живляться різними безхребетними.
Це яйцекладні амфібії. Самиці відкладають до 30—40 яєць.

## Розповсюдження
Мешкають у південно-східній Канаді та східних штатах США.

## Види
- Desmognathus abditus
- Desmognathus adatsihi
- Desmognathus aeneus
- Desmognathus amphileucus
- Desmognathus apalachicolae
- Desmognathus auriculatus
- Desmognathus brimleyorum
- Desmognathus carolinensis
- Desmognathus conanti
- Desmognathus folkertsi
- Desmognathus fuscus
- Desmognathus gvnigeusgwotli
- Desmognathus imitator
- Desmognathus kanawha
- Desmognathus marmoratus
- Desmognathus mavrokoilius
- Desmognathus monticola
- Desmognathus ochrophaeus
- Desmognathus ocoee
- Desmognathus orestes
- Desmognathus organi
- Desmognathus pascagoula
- Desmognathus planiceps
- Desmognathus quadramaculatus
- Desmognathus santeetlah
- Desmognathus valentinei
- Desmognathus valtos
- Desmognathus welteri
- Desmognathus wrighti